# Romani e quanti
Romani, e quanti è un editto scritto da papa Pio IX il 14 marzo 1848, il quale, alle prime avvisaglie di torbidi che poi porteranno alla fuga del papa a Gaeta, al suo diniego di tornare, all'indizione delle elezioni per l'Assemblea Costituente e alla Repubblica Romana, ammonisce i suoi sudditi.
Il tono della lettera è un appello ai sudditi di Roma e del resto dello Stato pontificio «a non provocare giammai il terribile anatema di un Dio sdegnato che fulminerebbe le sue sante vendette contro gli assalitori degli Unti suoi». Insieme il Pontefice mostra una certa apertura: «È sempre aperta la strada alle rappresentanze legali: quando esse siano giuste».
Lo stesso 14 marzo con l'editto Nelle istituzioni il pontefice accordava la concessione ai suoi sudditi di una rappresentanza deliberativa a somiglianza della Costituzione concessa dal re delle Due Sicilie il 29 gennaio e da lì a poco imitata dal granduca di Toscana Leopoldo II (15 febbraio) e dal re di Sardegna Carlo Alberto con la concessione dello Statuto Albertino (4 marzo).